# 宮下宏紀
宮下 宏紀（みやした ひろき、1979年1月17日 - は、埼玉県岩槻市（現在のさいたま市岩槻区）出身の躰道選手、医師。湯島道場所属。男子個人法形競技では、2001年那覇世界選手権で金メダル、2013年ヘルシンキ世界選手権で銀メダルを獲得。段位は錬士五段。

## 人物
埼玉県岩槻市（現：さいたま市）出身。春日部高校体操部を経て、東京医科歯科大学医学部医学科卒業。大学入学後躰道部に入部して躰道を始める。大学在学中、第3回世界躰道選手権大会（那覇）男子個人法形競技に出場し金メダリストとなる。卒業後も全日本選手権で優勝を果たすなど実績を挙げ、現役生活を続けている。2013年、第6回世界躰道選手権大会（ヘルシンキ）にて12年ぶりに日本代表復帰を果たし、男子個人法形競技にて銀メダルを獲得した。堀内和一朗は大学の同級生で、現在も同じ道場に所属する。

## 経歴
- 1999年 全国学生躰道優勝大会　男子個人法形競技4位
- 2000年 全国学生躰道優勝大会　男子個人法形競技3位
- 2000年 全日本躰道選手権大会　男子個人法形競技3位
- 2001年 世界躰道選手権大会　男子個人法形競技1位、男子団体展開競技5位
- 2001年 全国学生躰道優勝大会　男子個人法形競技1位、男子団体法形競技3位、男子団体展開競技3位
- 2001年 全日本躰道選手権大会　男子個人法形競技1位、男子団体展開競技1位
- 2002年 全国学生躰道優勝大会　男子個人法形競技2位、男子団体法形競技2位、男子団体展開競技2位
- 2002年 全日本躰道選手権大会　男子個人法形競技1位
- 2003年 全国学生躰道優勝大会　男子個人法形競技1位
- 2003年 全日本躰道選手権大会　男子個人法形競技3位
- 2005年 全日本躰道選手権大会　男子個人法形競技2位
- 2006年 全日本躰道選手権大会　男子個人法形競技1位
- 2007年 全日本躰道選手権大会　男子団体展開競技3位
- 2008年 全国社会人躰道優勝大会　男子個人法形競技2位
- 2011年 全国社会人躰道優勝大会　団体法形競技2位
- 2012年 全国社会人躰道優勝大会　男子個人法形競技3位、団体法形競技2位
- 2012年 全日本躰道選手権大会　男子個人法形競技3位
- 2013年 世界躰道選手権大会　男子個人法形競技2位
- 2013年 国民体育大会　男子個人法形競技1位、団体実戦競技3位、団体展開競技1位